# Antiblemma penelope
Antiblemma penelope là một loài bướm đêm trong họ Erebidae.